# Scraptia oertzeni
Scraptia oertzeni is een keversoort uit de familie bloemspartelkevers (Scraptiidae). De wetenschappelijke naam van de soort is voor het eerst geldig gepubliceerd in 1901 door Schilsky.